# Spartakus-Denkmal (Düsseldorf)

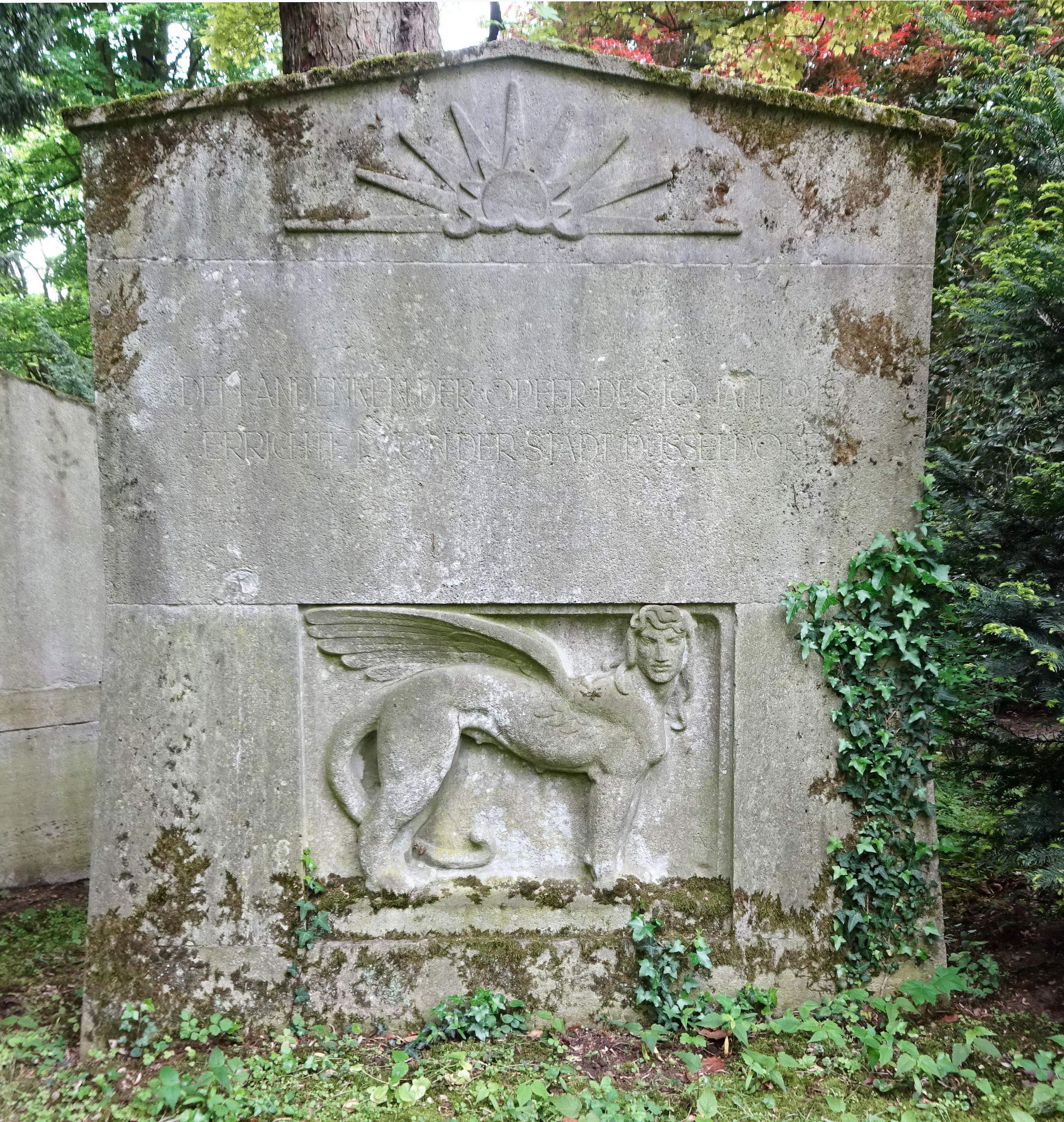
Gedenkstein, Vorderseite

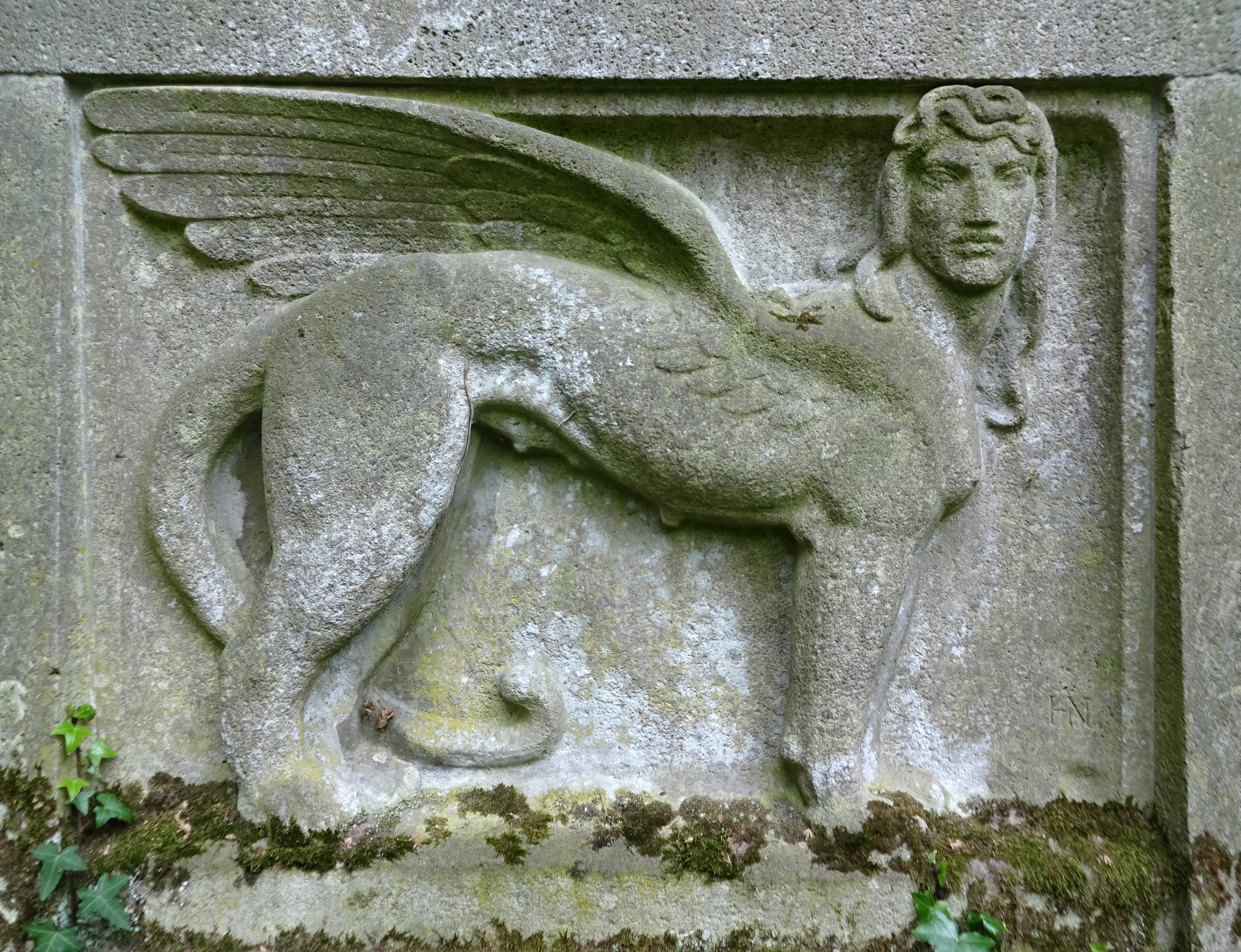
Sphinx-Relief auf dem Gedenkstein

Das Spartakus-Denkmal in Düsseldorf erinnert an die Todesopfer der Spartakus-Unruhen in der Stadt im Frühjahr 1919.

## Das Denkmal
Der Gedenkstein aus drei übereinandergefügten Naturstein-Platten steht auf Feld 72 des Nordfriedhofs im Stadtteil Derendorf. Er wurde 1921 aufgestellt. Der Giebelstein zeigt ein Relief mit dem Symbol einer aufgehenden Sonne. Auf dem Mittelteil befindet sich die Inschrift: Dem Andenken der Opfer des 10. Jan. 1919 errichtet von der Stadt Düsseldorf. Der Basisstein zeigt das Relief einer altgriechischen Sphinx, dem Dämon der Zerstörung und des Unheils. Er wurde geschaffen von dem Bildhauer Hubert Netzer.

## Historischer Bezug
Im Zuge des vor allem in Berlin erfolgten Spartakusaufstands kam es am 10. Januar 1919 auch in Düsseldorf zu blutigen Zusammenstößen zwischen Spartakisten, die im Januar und Februar das Telefon- und Telegraphenamt, die gesamte Strom- und Gasversorgung sowie den Eisenbahnverkehr unter ihre Kontrolle brachten, und Gegendemonstranten. Dabei gab es auf der Graf-Adolf-Straße 14 Tote und 28 Schwerverwundete. Als gegen Ende Februar das berüchtigte Freikorps Lichtschlag den Großteil der Stadt besetzte, errichteten Arbeiter am Oberbilker Markt Barrikaden, um sich gegen mögliche Angriffe des Freikorps zu schützen. Am 13. April 1919 kam es dann dort zu schweren Kämpfen zwischen den nur behelfsmäßig bewaffneten Spartakisten und dem Freikorps, das Oberbilk auch mit Artillerie und Minenwerfern beschoss. Der Aufstand wurde in wenigen Stunden niedergeschlagen, wobei 39 Arbeiter und elf Freikorpsangehörige ums Leben kamen.